# St Nicholas South Elmham
St Nicholas South Elmham är en by i civil parish All Saints and St. Nicholas, South Elmham, i distriktet East Suffolk, i grevskapet Suffolk, i England. Byn är belägen 9 km från Halesworth. South Elmham St Nicholas var en civil parish fram till 1737. Parish hade 101 invånare år 1831.